# Filosofem
Filosofem er det fjerde studiealbum fra det norske black metal-band Burzum. Albummet fortsætter traditionen fra Hvis lyset tar oss med anvendelse af Theodor Kittelsens illustrationer - omslaget er således en beskåret udgave af Kittelsens Op under Fjeldet toner en Lur fra 1900, kun tilsat Burzums daværende logo samt albummets titel.

## Spor
Flere genudgivelser af albummet har på omslaget trykt en tysk oversættelse af spornavnene.
Alle sange skrevet og komponeret af Varg Vikernes. 
| 1.      | "Burzum" | 7:05  |
| 2.      | "Jesu død" | 8:39  |
| 3.      | "Beholding the Daughters of the Firmament" | 7:53  |
| 4.      | "Decrepitude I" | 7:53  |
| 5.      | "Rundtgåing av den transcendentale egenhetens støtte" (Instrumental. I omslaget er der dog tilknyttet en kort tekst: "Urds brønn er ikke lenger et dunkelt dyp vi stirrer nedi, men en levende strøm som går befruktende gjennem Nordens land. Ja, mod Tilvaerelsens høieste Syner kan dette Liv nu hæve sig i Udfoldelse af sin Grundkraft og Eiendommelighed, hæve sig til Alfader, der er over Valhal, til ham, til den sande Gud...") | 25:11 |
| 6.      | "Decrepitude II" (Instrumental) | 7:52  |
| 1:04:33 | |       |

## Fodnoter
1. ↑  På genudgivelsen fra Byelobog Productions i 2010 er dette ændret til Grieghallen
2. ↑  Angivet på genudgivelsen fra Byelobog Productions, 2010